# National Center for Science Education
The National Center for Science Education (NCSE) (englisch für: Nationales Zentrum für Wissenschaftserziehung) ist eine US-amerikanische Non-Profit-Organisation mit Sitz in Oakland im US-Bundesstaat Kalifornien, die mit der American Association for the Advancement of Science verbunden ist.
Das National Center for Science Education (NCSE) hat das erklärte Ziel, die Presse und die Öffentlichkeit über die wissenschaftlichen und pädagogischen Aspekte der Kontroversen um die Lehre der Evolution und den Klimawandel zu erziehen. Das NCSE will Informationen und Ressourcen anbieten, die an Schulen verwendet werden sollen, um Kinder, Eltern und andere Bürgern zu bilden. Das NCSE gibt an, 4.500 Mitglieder, Wissenschaftler, Lehrer, Geistliche und Bürger mit den unterschiedlichsten religiösen und politischen Hintergründen zu haben.
Das Center wendet sich gegen die Lehre der Wissenschaften aus religiösem Blickwinkel in Klassen von öffentlichen Schulen in den USA. Die Organisation wird als führende anti-kreationistische Organisation in den USA angesehen.

## Geschichte
Im Jahre 1980 begann Stanley L. Weinberg, ein ehemaliger High-School-Lehrer in Iowa, eine landesweite Korrespondenz zu organisieren, um die Verteidigung der Ausbildung der Evolutionstheorie in den USA zu organisieren. Er richtete sich dabei nach den committees of correspondence im vorrevolutionären Amerika. Ihr Zweck war es, Interessenten über die kreationistischen Bestrebungen zu informieren und auf dem neuesten Stand zu halten. Aus diesem Anfang entstanden zahlreiche Netzwerke.
Die NCSE wurde 1983 gegründet. 1987 wurde die Wissenschaftlerin Eugenie Scott Executive Director des Centers. Die gewählten Führungsmitglieder reflektieren die wissenschaftlichen Wurzeln der Organisation, wurde von der NCSE erklärt.
In den 1990ern warnte das NSCE vor Versuchen der Kreationisten, eine Kampagne gegen die Lehre der Evolution, die das Ziel hatte, aus Fakten eine Theorie zu machen.
Zu den Unterstützern der Organisation gehören Bruce Alberts, der ehemalige Präsident der Nationalen Akademie der Wissenschaften der USA, Donald Johanson, der Entdecker von „Lucy“, und der Evolutionsbiologe Francisco J. Ayala. Auch der Paläontologe und Schriftsteller Stephen Jay Gould war ein langjähriger Unterstützer.

## Aktivitäten und Programme
Die NCSE fungiert als zentrale Informations- und Ressourcen-Alaufstelle, und sie hilft, die Aktivitäten der Menschen im Kampf gegen Kreationisten zu koordinieren. Es unterhält up-to-date-Listen der aktuellen Ereignisse und Informationen über kreationistische Bestrebungen.
Michael Shermer beschreibt die Website des Centers als eine der besten Quellen für das Thema Kreationismus/Evolution. Das NCSE lehnt die Pseudowissenschaft Intelligent Design und andere „Alternativen“ zur Evolution ab. ID sei bloß eine irreführende Bezeichnung für Kreationismus.
Das NCSE ist religiös neutral, daher kooperiert es auf nationaler und lokaler mit religiösen Organisationen sowie wissenschaftlichen Organisationen und Bildungseinrichtungen wie der Nationalen Akademie der Wissenschaften, der National Association of Biology Teachers und der National Science Teachers Association. Ronald L. Numbers und der atheistische Autor und Wissenschaftler Richard Dawkins lobten die Eigenschaft des NSCE, religiös neutral aufzutreten.
Das NCSE bietet eine Vielzahl von Vorlesungen, darunter solche von Biologen, Anthropologen, Philosophen und Theologen, für Themen rund um die Evolution, Wissenschaft und Bildung an.
Es bietet Bildungsreisen und Konferenzen an.

Es veröffentlicht zweimonatlich die Reports of National Center for Science Education. Diese enthalten Buchbesprechungen und Nachrichten.
Darüber hinaus veröffentlicht es Bücher sowie eine Zusammenstellung von wissenschaftlichen Analysen der kreationistischen Bücher.
2003 begann die Organisation das Project Steve. Dabei wurde eine Liste von Wissenschaftlern mit dem Namen Steve (oder ähnlichem wie Stephen) angefertigt, die die Evolutionstheorie unterstützten. Damit sollte die Liste der kreationistischen „Wissenschaftler“, die Darwins Evolutionslehre anzweifelten, überboten werden, was auch gelang.
2005 unterstützte die NCSE die Kläger im Prozess Kitzmiller v. Dover Area School District, einem wegweisenden Urteil, das den Unterricht von Intelligent Design an öffentlichen Schulen verbot.
Im April 2008 schaltete die Organisation die Expelled Exposed, eine Website, die den Film Expelled: No Intelligence Allowed von Ben Stein scharf kritisiert.
Die Website erhielt Aufmerksamkeit in der Presse und einen hohen Anteil von traffic.
2012 gab die Organisation bekannt, künftig einen stärkeren Fokus auf das Thema Klimawandel legen zu wollen.

## Medienpräsenz
Scott debattierte 2001 zweimal auf Uncommon Knowledge, als Vertreterin des NCSE, mit dem Intelligent-Design-Kreationisten William A. Dembski 2004 trat Scott in Penn und Tellers Sendung Bullshit! auf. Die Sendung beschäftigte sich mit dem Thema Kreationismus.
Scott bot wissenschaftliche Ansichten über die Kreationisten und die Intelligent-Design-Bewegung. Sie stellte fest:

“It would be unfair to tell students that there is a serious dispute going on among scientists whether evolution took place. There isn't. A lot of the time the creationists... they'll search through scientific journals and try to pull out something they think demonstrates evolution doesn’t work and there is a kind of interesting rationale behind it. Their theology is such that if one thing is wrong with the Bible you have to throw it all out so that’s why Genesis has to be interpreted literally. They look at science the same way. If one little piece of the evolutionary puzzle doesn’t fit the whole thing has to go. That’s not the way science is done.”

„Es wäre unfair, Schülern und Studenten zu sagen, dass es da eine ernsthafte Diskussion unter Wissenschaftlern gebe, ob die Evolution stattgefunden habe oder nicht. Es gibt sie nicht. Die meiste Zeit suchen die Kreationisten in Wissenschaftsmagazinen und versuchen etwas zu finden, das ihrer Meinung nach demonstriere, dass die Evolution nicht funktioniert und dahinter steckt eine Art interessantes rationales Grundprinzip. Ihre Theologie besagt, dass wenn eine Sache nicht mit der Bibel übereinstimmt, alles verworfen werden muss und darum muss Genesis wortwörtlich interpretiert werden. Sie schauen auf dieselbe Weise auf die Wissenschaft. Wenn ein kleines Stück des evolutionären Puzzles nicht passt, muss es gänzlich verworfen werden. So funktioniert Wissenschaft nicht.“

Im November 2007 wurde Scott für die Dokumentation des Senders Nova Judgment Day: Intelligent Design on Trial interviewt. In der Dokumentation wurde der Fall Kitzmiller v. Dover Area School District beschrieben.

## Mitarbeiter und Unterstützer

### Direktoren
- Barbara Forrest – Southeastern Louisiana University
- Martha J. Heil
- Michael McIlwrath – Uff. Legale Nuove Pignone
- Andrew J. Petto – University of Wisconsin, Milwaukee
- Lorne Trottier – Mitgründer von Matrox
- Benjamin D. Santer – Lawrence Livermore National Laboratory

### Führungskräfte
- Präsident: Brian Alters, Chapman University
- Vize-Präsident/Treasurer: Bernard Winograd
- Sekretär: Robert M. West – Informal Learning Experiences, Inc.

### Mitglieder
- Executive Director: Ann Reid
- Stellv. (Deputy) Director: Glenn Branch
- Director of Operations: Rae Holzman
- Director of Communications: Robert Luhn
- Programs and Policy Director:
  - Joshua Rosenau
  - Steven Newton
  - Mark McCaffrey
  - Minda Berbeco
- Director, Religious Community Outreach: Peter M. J. Hess
- Education Project Director: Eric Meikle
- Archivar: Charles Hargrove

### Unterstützer
- Bruce Alberts – University of California, San Francisco
- Francisco J. Ayala – University of California, Irvine
- Frederick Borsch – Lutheran Theological Seminary at Philadelphia
- Stephen G. Brush – University of Maryland
- Sean B. Carroll – University of Wisconsin, Madison
- Johnnetta B. Cole – Smithsonian Institution
- Joel Cracraft – American Museum of Natural History
- Brent Dalrymple – Oregon State University
- James E. Darnell, Jr. – Rockefeller University
- Richard E. Dickerson – University of California, Los Angeles
- Robert H. Dott, Jr. – University of Wisconsin, Madison
- James D. Ebert † — Chesapeake Institute of Johns Hopkins University
- Niles Eldredge – American Museum of Natural History
- Milton Fingerman – Tulane University
- Douglas J. Futuyma – University of Michigan
- Alfred G. Gilman – University of Texas Southwestern Medical Center
- Laurie Godfrey – University of Massachusetts
- Stephen Jay Gould † — Harvard University
- James E. Hansen – Goddard Institute for Space Studies (zurückgetreten)
- Donald Hornig – Harvard University
- Norman H. Horowitz † — California Institute of Technology
- Francis Clark Howell † — University of California, Berkeley
- Duane E. Jeffery – Brigham Young University
- Donald Johanson – Institute for Human Origins
- Patricia Kelley – University of North Carolina, Wilmington
- Philip Kitcher – Columbia University
- Richard C. Lewontin – Harvard University
- Paul MacCready † — Aerovironment, Inc.
- Michael MacCracken – Climate Institute
- Lynn Margulis † — University of Massachusetts
- Malcolm McKenna † — American Museum of Natural History
- Bill McKibben – 350.org
- Keith B. Miller – Kansas State University
- Kenneth R. Miller – Brown University
- John A. Moore † — University of California, Riverside
- David Morrison – NASA Ames
- Dorothy Nelkin † — New York University
- Bill Nye – TV-Moderator von Wissenschaftssendungen
- William S. Pollitzer † — University of North Carolina
- Kevin Padian, University of California, Berkeley
- Robert L. Park – University of Maryland
- Joseph E. Rall † — National Institutes of Health
- James Randi – James Randi Educational Foundation
- Michael Ruse – Florida State University
- James W. Skehan, S.J. – Weston Observatory (Boston College)
- Elliott Sober – University of Wisconsin, Madison
- Frank Sonleitner – University of Oklahoma
- Richard Stucky – Denver Museum of Nature & Science
- Neil deGrasse Tyson – American Museum of Natural History
- Marvalee Wake – University of California, Berkeley
- Mary Jane West-Eberhard – Smithsonian Tropical Research Institute
- Tim D. White – University of California, Berkeley
- Zack Kopplin – Rice University

[† = verstorben]